# Église Saint-Démétrios-de-Salonique
L'église Saint-Démétrios-de-Salonique (en langue russe: Церковь Дми́трия Солу́нского с колокольней) est située à Veliky Novgorod, sur la rue Slavkova. Elle se trouve à proximité de l'église Saint-Clément de la rue Ivorov.

## Histoire
L'église est édifiée en 1381 dans la rue Slavkov. Comme le signale dans ses ouvrages l'Archimandrite Macaire, il existait à cette époque plusieurs églises Saint-Démétrios (celle de la rue Bouiane,de la rue Doslalvle, du Marché, de Loubianine, de Zariad). Il signale encore que la première mention de cette église date de l'année 1261, le 22 novembre quand elle a brûlé. Pour connaître une seconde mention de son existence il faut attendre 120 ans, soit l'année 1382 quand s'achèvent des travaux et que l'église est consacrée en présence du Seigneur de Novgorod Alekseï, du pope, du chœur de la cathédrale Sainte-Sophie en l'honneur de la victoire de Dimitri Ier Donskoï sur l'émir Mamaï à la Bataille de Koulikovo. À cette époque l'entrée principale de l'église se trouvait du côté sud et le clocher un peu plus loin près de la grande rue de Moscou. En 1463 elle est reconstruite à la suite d'un incendie mais selon les mêmes formes et sur les anciennes fondations.

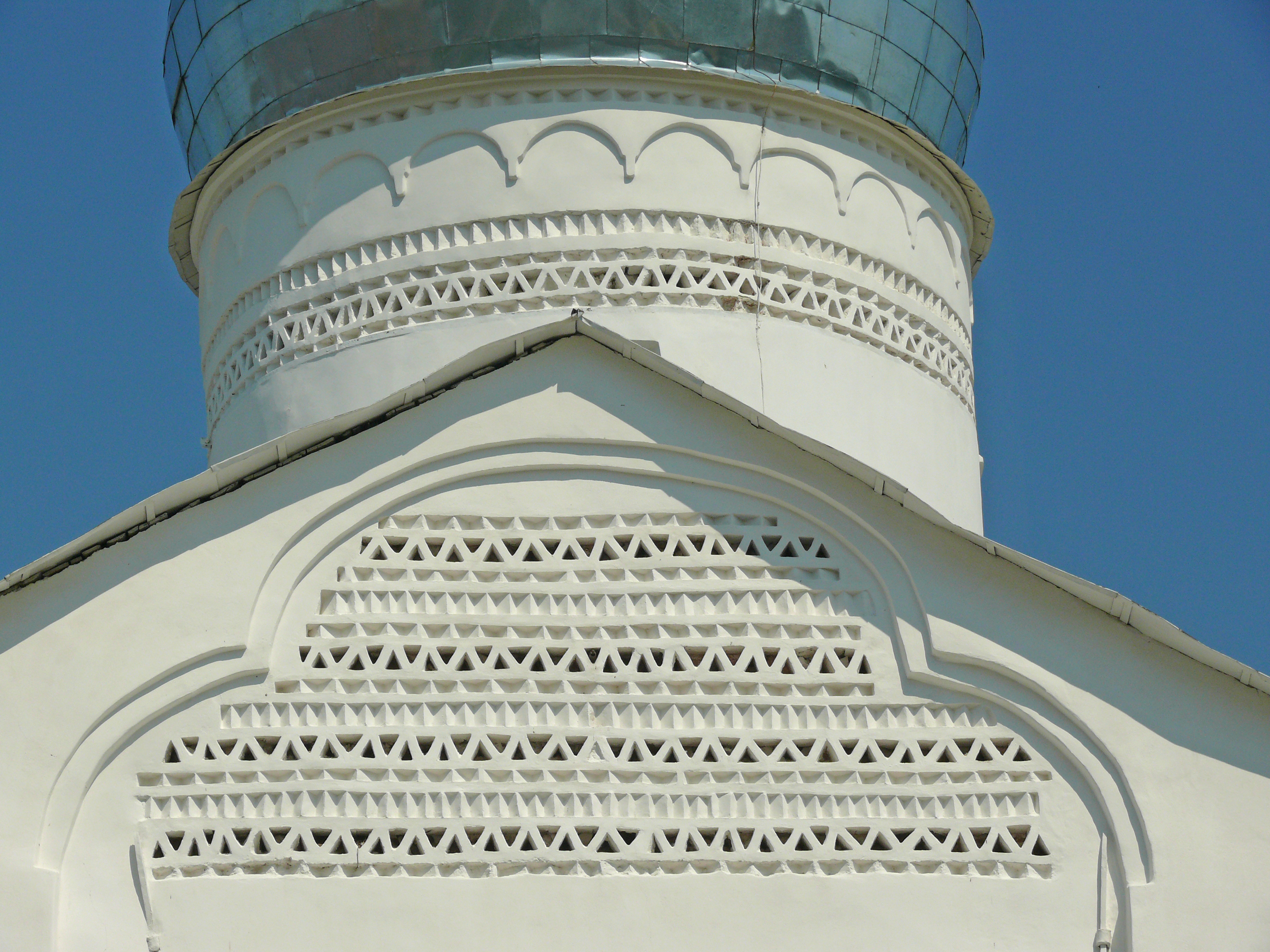
décoration en brique de type bégounets

Au XVe siècle il existait deux autels dans l'église, l'un en l'honneur de saint Démétrios de Thessalonique et l'autre dédiée à la Décollation de Jean le Baptiste. Plus tard, on en ajouta encore deux dont l'un en l'honneur de saints Boris et Gleb.
L'aspect extérieur de l'église est riche d'ornementations en briques de type bégounets alternant avec des porébriks, qui garnissent la partie supérieure des murs de façade au sud et à l'est. De même pour la base du tambour.

## Clocher
À 20 mètres au sud de l'église se trouve le clocher. On ne dispose pas de données précises sur sa construction. Des auteurs d'avant la Révolution d'Octobre (M. Tolstoï et V. Laskovski), ainsi que l'archimandrite Macaire, citent la date de 1691 comme celle de sa construction, mais sans citer leurs sources.
Comme les historiens l'ont démontré le clocher est toujours dans son état initial, sans reconstructions. Son toit ancien était décoré de fer forgé, couvert d'étain et surmonté d'une croix. À l'intérieur neuf cloches dont la plus lourde date de 1735 et pèse 76 pouds, soit plus d'une tonne. Dans la seconde moitié du XIXe siècle, de trois côtés du clocher, sont ajoutées des annexes. À l'ouest, une maison d'habitation à un étage; à l'Est, une construction en bois sans étage et de même au Sud. Une porte d'entrée est ajoutée qui mène à un escalier intérieur.
Après la Grande Guerre patriotique l'église a été restaurée par P. N. Maximov et L. M. Chouliak.

## XXesiècle
En 2005, l'église a été confiée à la communauté russe des Vieux-Croyants. Toutefois en juillet 2012, suivant la loi fédérale sur les propriétés religieuses des municipalités ou de l'État russe, l'église a été rendue à l'éparchie de Veliki Novgorod du Patriarcat de Moscou et de toute la Russie.